# Franz Riehemann
Franz Riehemann (* 26. Juli 1921 in Burgsteinfurt; † 8. August 1997) war ein deutscher Hotelier und Politiker (CDU).

## Leben und Beruf
Nach dem Besuch der Volksschule und Mittelschule absolvierte er eine Hotellehre, die er 1938 mit der Gehilfenprüfung abschloss. Als Hotelier war er ab 1956 tätig. Riehemann war schwer kriegsbeschädigt und Hauptmann der Reserve.
Ab 1971 war er Kreisvorsitzender des Gaststätten- und Hotelverbandes Steinfurt. Er war auf Vorsitzender der Prüfungsausschüsse für Küchen- und Servicemeister bei der Industrie- und Handelskammer Münster.

## Politik
Riehemann war seit 1945 CDU-Mitglied. Er wurde auch zum Vorsitzenden der Kreis-Mittelstandsvereinigung der CDU im Kreis Steinfurt gewählt, später wurde er Ehrenvorsitzender.

## Abgeordneter
Mitglied des Nordrhein-Westfälischen Landtages war er vom 24. Juli 1966 bis zum 30. Mai 1990. In der 6., 7. und 8. Wahlperiode war er der direkt gewählte Abgeordnete im Wahlkreis 84 Steinfurt II. Danach war er in der 9. und 10. Wahlperiode der direkt gewählte Abgeordnete im Wahlkreis 95 Steinfurt I – Coesfeld II.

## Ehrungen
- 1973: Verdienstkreuz 1. Klasse der Bundesrepublik Deutschland
- 1980: Großes Verdienstkreuz der Bundesrepublik Deutschland
- 1990: Verdienstorden des Landes Nordrhein-Westfalen[3]